# Aprilia Hägglöf
Aprilia Emilie Maria Hägglöf (* 2. April 1983 in Stockholm) ist eine ehemalige schwedische Snowboarderin. Sie startete in den Paralleldisziplinen.

## Werdegang
Hägglöf, die für den Sollentuna SLK startete, nahm im März 2000 in Park City erstmals am Snowboard-Weltcup teil und errang dabei den 30. Platz im Riesenslalom. In den folgenden Jahren fuhr sie bei den Juniorenweltmeisterschaften 2001 in Nassfeld auf den 37. Platz im Parallelslalom sowie auf den 28. Rang im Parallel-Riesenslalom und bei den Juniorenweltmeisterschaften 2002 in Rovaniemi auf den 14. Platz im Parallel-Riesenslalom. In der Saison 2002/03 erreichte sie im Stoneham mit dem zweiten Platz im Parallel-Riesenslalom ihre erste Podestplatzierung und zugleich erste Top-Zehn-Platzierung im Weltcup und zum Saisonende den 18. Platz im Parallel-Weltcup. Beim Saisonhöhepunkt, den Snowboard-Weltmeisterschaften 2003 am Kreischberg, belegte sie den 49. Platz im Parallelslalom und den 43. Rang im Parallel-Riesenslalom. Bei den folgenden Juniorenweltmeisterschaften 2003 in Prato Nevoso gewann sie die Silbermedaille im Parallel-Riesenslalom. In der Saison 2003/04 erreichte sie mit fünf Ergebnissen unter den ersten Zehn den 13. Platz im Parallel-Weltcup und damit ihr bestes Gesamtergebnis im Weltcup. In der folgenden Saison holte sie im Parallelslalom in der Sierra Nevada ihren einzigen Weltcupsieg und zum Saisonende den 17. Platz im Parallel-Weltcup. Bei den Snowboard-Weltmeisterschaften 2005 in Whistler kam sie auf den 22. Platz im Parallelslalom und auf den zehnten Rang im Parallel-Riesenslalom. In der Saison 2005/06 belegte sie den 19. Platz im Parallel-Weltcup und im Februar 2006 in Turin bei ihrer einzigen Olympiateilnahme den 16. Platz im Parallel-Riesenslalom. In den folgenden Jahren errang sie im Weltcup ausschließlich Platzierungen außerhalb der ersten Zehn. Bei den Snowboard-Weltmeisterschaften 2007 in Arosa fuhr sie auf den 18. Platz im Parallelslalom. Ihren 99. und damit letzten Weltcup absolvierte sie im Februar 2009 im Stoneham, welchen sie auf dem 34. Platz im Parallel-Riesenslalom beendete.

## Teilnahmen an Weltmeisterschaften und Olympischen Winterspielen

### Olympische Winterspiele
- 2006 Turin: 16. Platz Parallel-Riesenslalom

### Snowboard-Weltmeisterschaften
- 2003 Kreischberg: 43. Platz Parallel-Riesenslalom, 49. Platz Parallelslalom
- 2005 Whistler: 10. Platz Parallel-Riesenslalom, 22. Platz Parallelslalom
- 2007 Arosa: 18. Platz Parallelslalom

## Weltcupsiege und Weltcup-Gesamtplatzierungen

### Weltcupsiege
| Nr. | Datum         | Ort           | Disziplin      |
| --- | ------------- | ------------- | -------------- |
| 1.  | 12. März 2005 | Sierra Nevada | Parallelslalom |

### Weltcup-Gesamtplatzierungen
| Saison    | Gesamt | Gesamt | Parallel | Parallel | Parallel-Riesenslalom | Parallel-Riesenslalom | Parallelslalom | Parallelslalom |
| Saison    | Punkte | Platz  | Punkte   | Platz    | Punkte                | Platz                 | Punkte         | Platz          |
| --------- | ------ | ------ | -------- | -------- | --------------------- | --------------------- | -------------- | -------------- |
| 1999/2000 | 5      | 127.   | -        | -        | -                     | -                     | -              | -              |
| 2000/01   | -      | -      | -        | -        | -                     | -                     | 3              | 99.            |
| 2001/02   | -      | -      | 555      | 19.      | 47                    | 64.                   | 51             | 62.            |
| 2002/03   | -      | -      | 2755     | 18.      | -                     | -                     | -              | -              |
| 2003/04   | -      | -      | 3160     | 13.      | -                     | -                     | -              | -              |
| 2004/05   | -      | -      | 2401     | 17.      | -                     | -                     | -              | -              |
| 2005/06   | 1753   | 46.    | 1753     | 19.      | -                     | -                     | -              | -              |
| 2006/07   | 989    | 52.    | 979      | 27.      | -                     | -                     | -              | -              |
| 2007/08   | 1388   | 48.    | 1388     | 25.      | -                     | -                     | -              | -              |
| 2008/09   | 22     | 172.   | 22       | 59.      | -                     | -                     | -              | -              |